# 호미

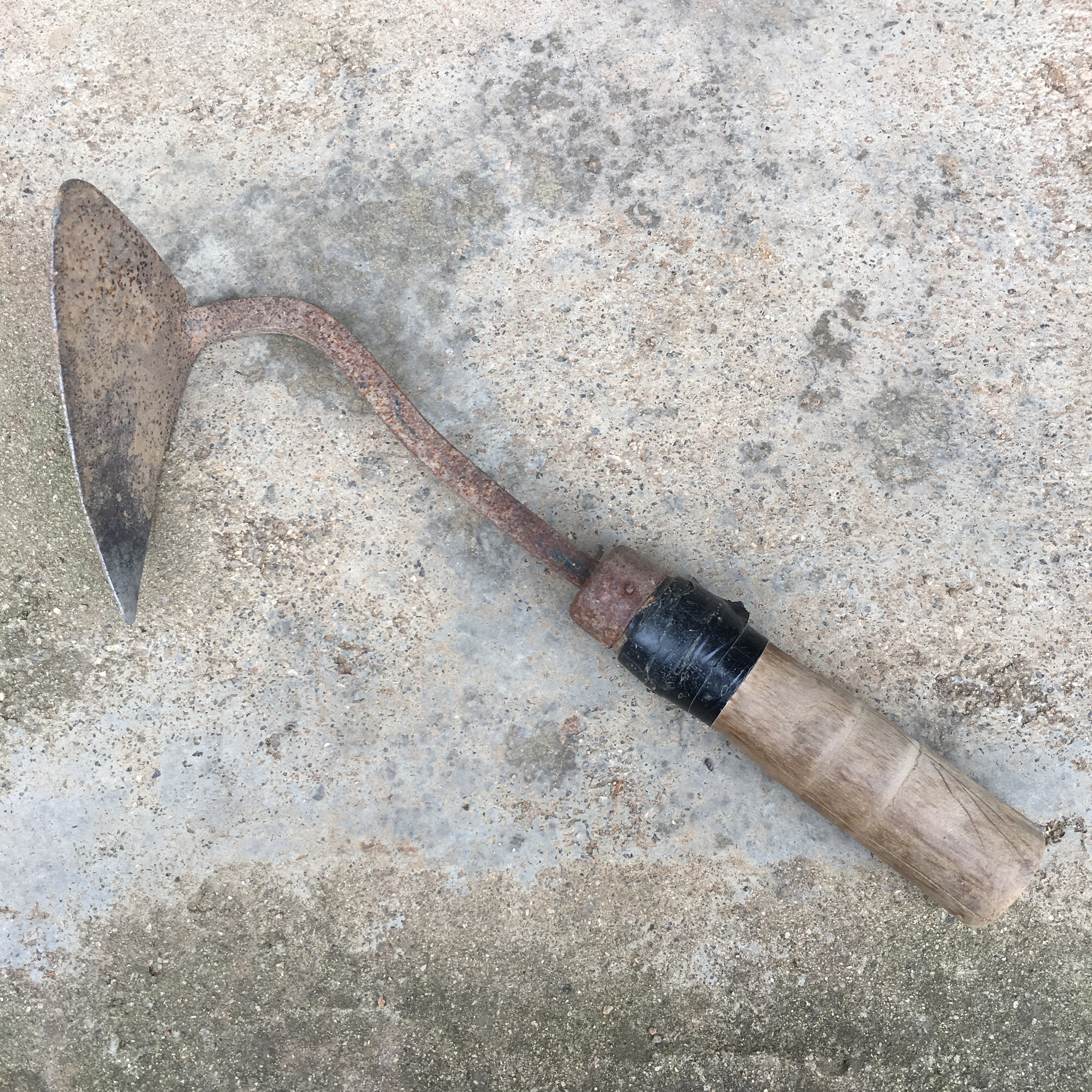
호미

호미(영어: homi, Korean hand plow)는 한국에서 종자를 심거나 김을 매는 데 쓰는 농기구이다.
호미는 쇠로 만들어지며 날, 슴베, 자루로 구성된다. 날은 땅을 파거나 풀을 뽑는데 이용되는 철판이고, 자루는 손잡이며, 슴베는 날과 자루를 연결해 주는 부분이다. 날의 형태는 대개 역삼각형으로 아래 부분은 뾰족하고 위쪽은 넓적하다. 북으로 갈수록 호미날과 자루가 넓고 길다. 밭매기에는 1년 내 쓰이고, 논매기는 음력 7월 무렵 세 벌 논매기가 끝나면 ‘호미씻이’라고 하여 호미를 씻어서 걸어 두고 흥겹게 하루를 노는 풍속이 있다.

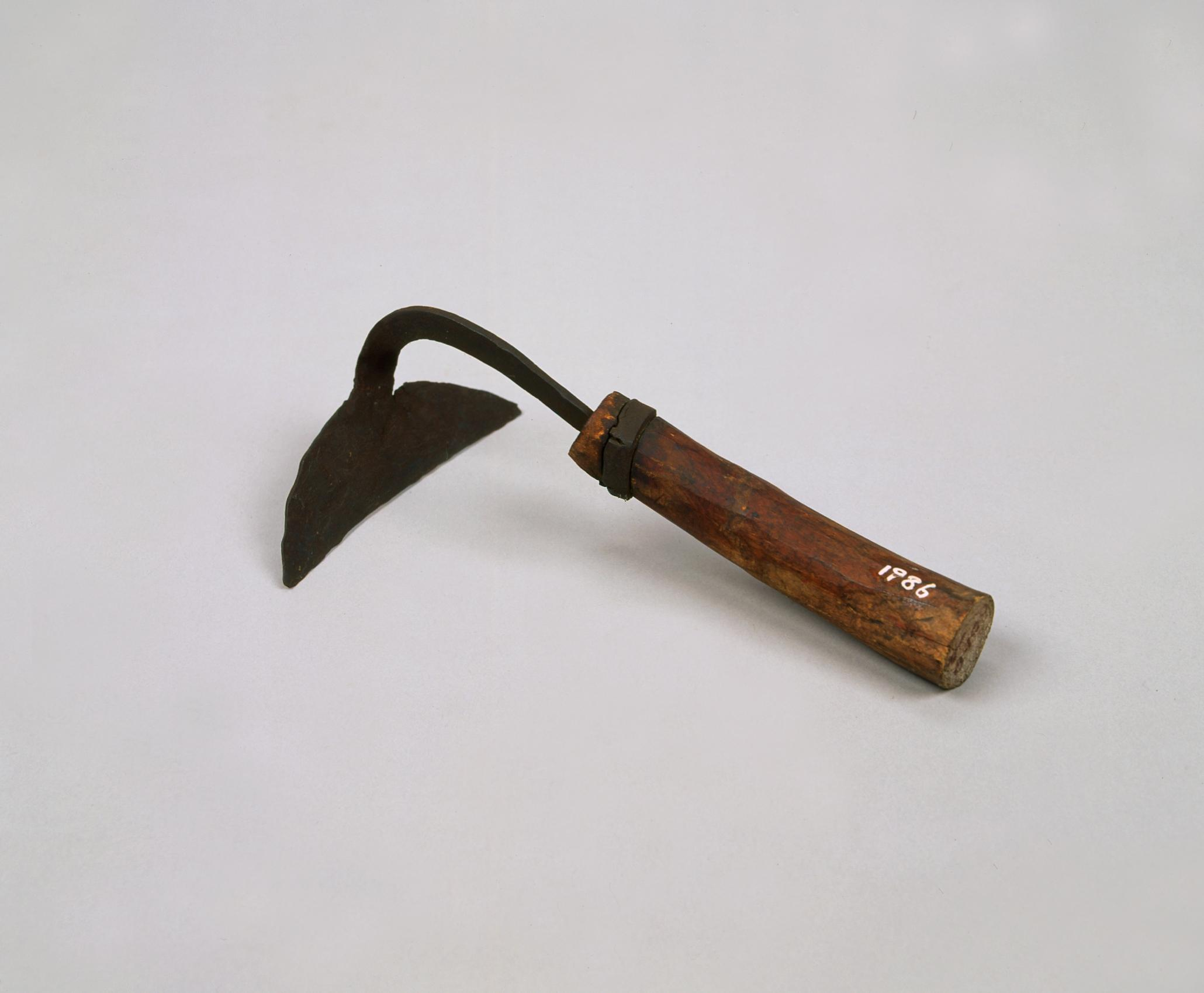
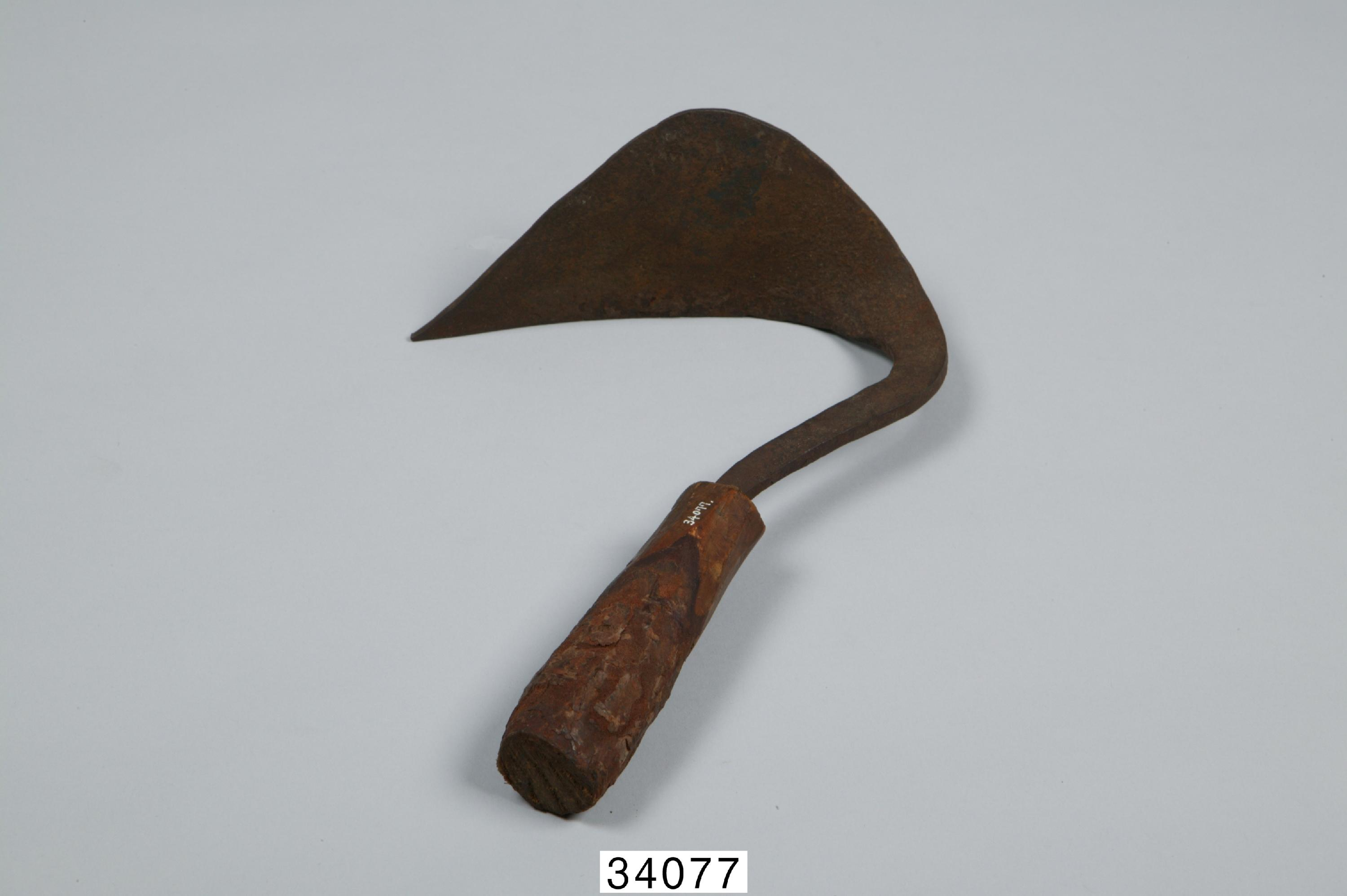
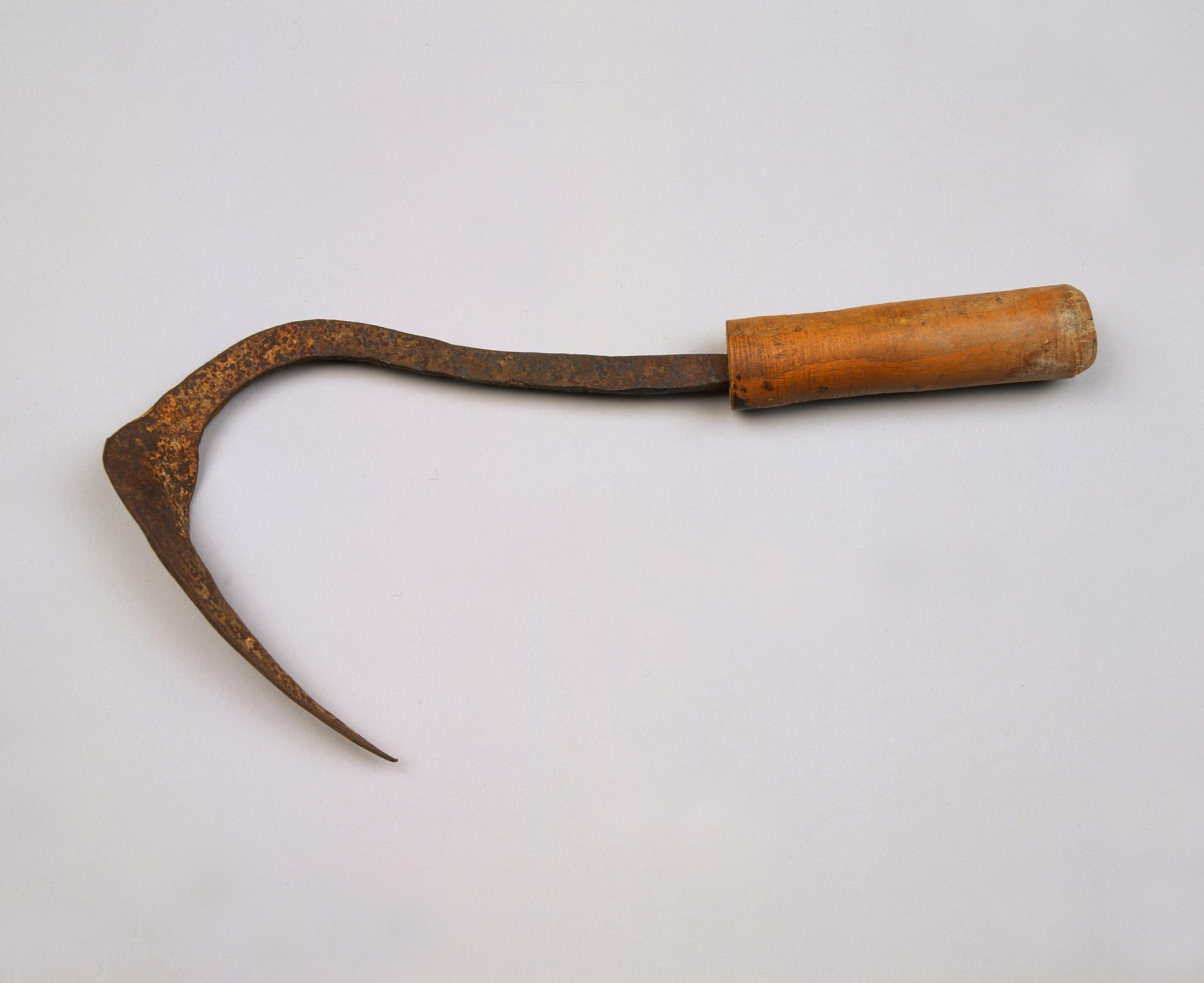
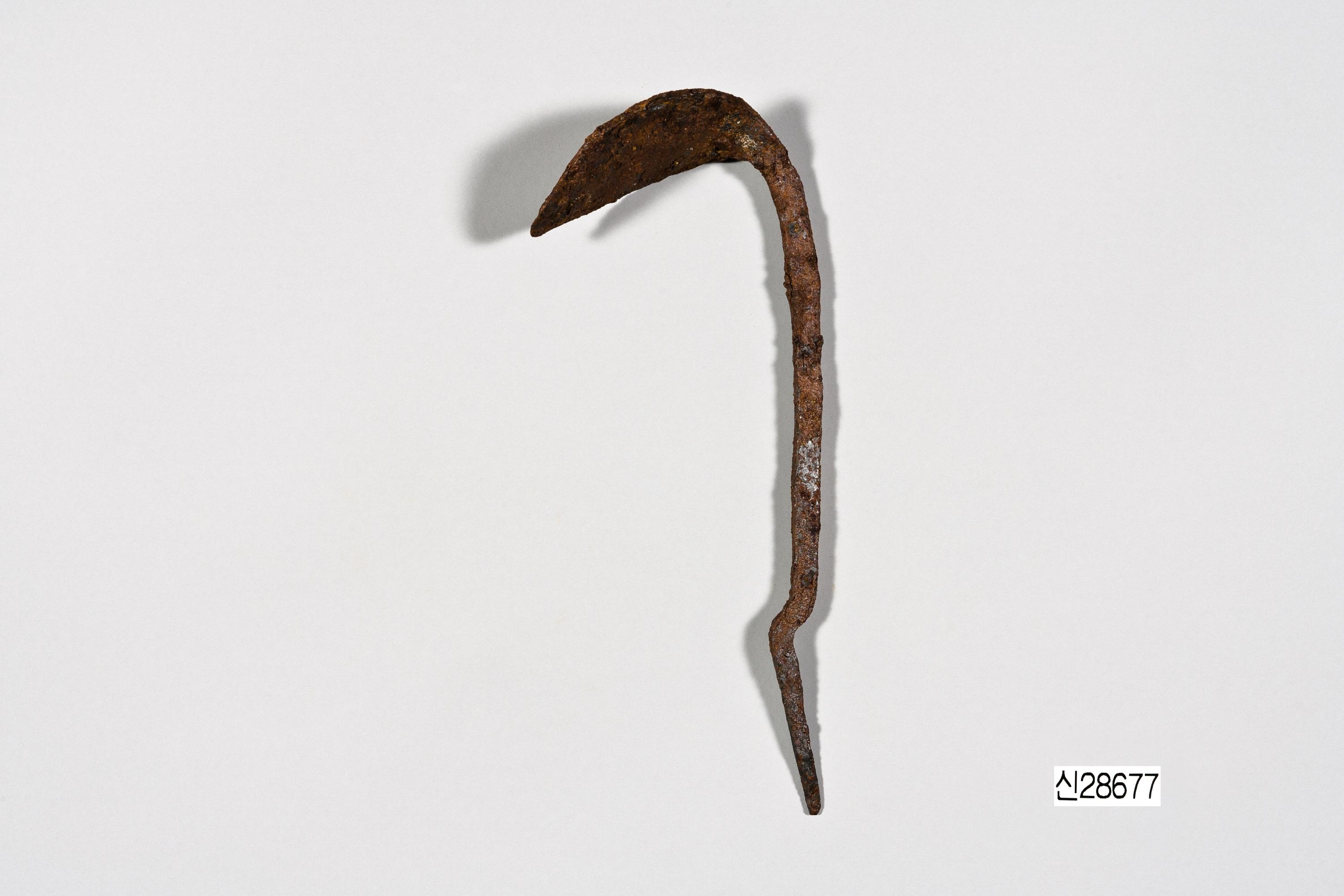

## 종류[3]

### 논호미
날 끝이 뾰족하고, 날의 위쪽 넓이가 약 10cm, 날 길이가 20~25cm로 날이 크고 넓적하다. 날의 가운데가 볼록하여 호미날로 흙을 찍어 잡아당기면 흙이 잘 뒤집어진다. 또 물에 젖은 손이 미끄러지지 않도록 자루를 새끼로 감았다.

### 밭호미
논호미와 달리 형태가 매우 다양하다. 밭호미에는 논호미와 같이 뾰족한 날 끝이 되는 외귀호미와 삼각형의 한 변이 날 끝인 양귀호미가 있다.

## 같이 보기
- 괭이